# Walt Weiskopf

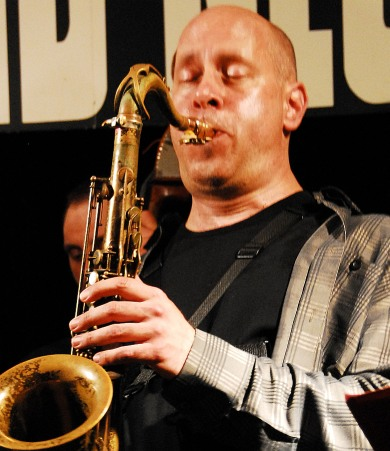
Walt Weiskopf

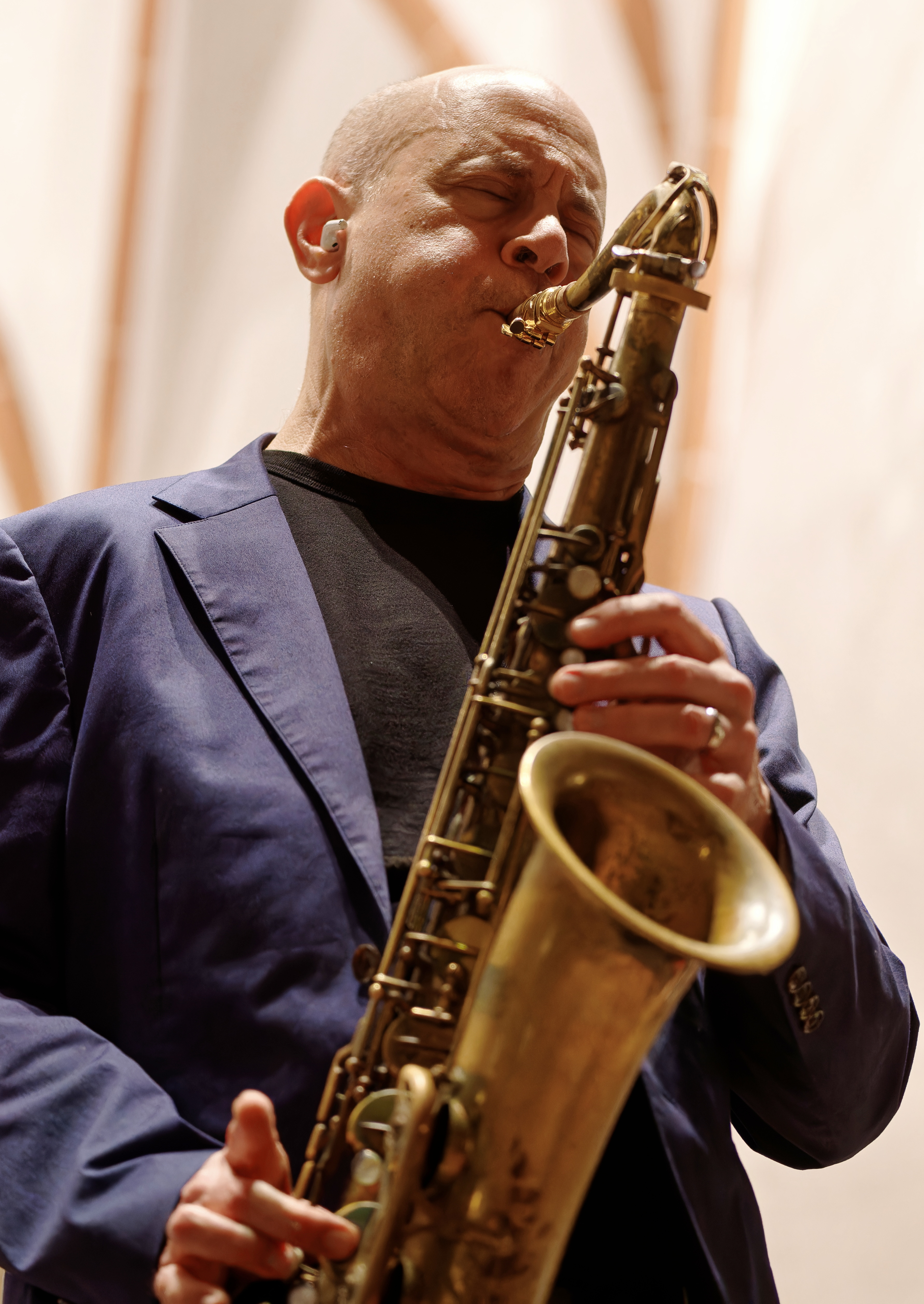
Walt Weiskopf mit seinem European Quartet in der Stadtkirche Darmstadt am 26. Januar 2024

Walt Weiskopf  (* 30. Juli 1959 in Augusta, Georgia; vollständiger Name Walter David Weiskopf) ist ein US-amerikanischer Musiker (Tenorsaxophon, Sopransaxophon, Klarinette) des Post-Bop und Musikpädagoge.

## Leben und Wirken
Weiskopf wuchs in Syracuse auf, besuchte die Jamesville-DeWitt High School der New Yorker Vorstadt DeWitt und graduierte an der Eastman School of Music in Rochester. Er spielte zunächst Altsaxophon; als ihm ein Job in der Big Band von Buddy Rich angeboten wurde, wechselte er zum Tenor; 1981 und 1982 spielte er mit Buddy Rich (Concert for the Americas mit Frank Sinatra). Er wurde dann in New York Mitglied in Toshiko Akiyoshis Jazz Orchestra featuring Lew Tabackin, mit dem er u. a. an den Alben Ten Gallon Shuffle (1984) und Wishing Peace (1986) sowie bei ihrem Auftritt in der Carnegie Hall 1992 mitwirkte. Auch gehörte er lange zum Quintett von Roland Vazquez.
Mit der Rhythmusgruppe seines jüngeren Bruders, des Pianisten Joel Weiskopf, nahm er 1989/90 erste Alben unter eigenem Namen auf, Exact Science, gefolgt von Mindwalking. Aufsehen erregte er in Europa mit dem in erweiterter Besetzung eingespielten Album Simplicity, das auf Criss Cross erschien und seine eigenen Kompositionen enthielt wie Subordination oder Brazilia. Seitdem arbeitet Weiskopf an eigenen Projekten – wie im Nonett für Song for My Mother 1995 und 1999 für Siren –, u. a. mit Billy Drummond, Drew Gress, Conrad Herwig, Joe Locke, Tony Reedus, Scott Robinson, Renee Rosnes, Jim Snidero. 2002 begann seine Zusammenarbeit mit dem Posaunisten John Mosca und dem Altsaxophonisten Andy Fusco (Sight to Sound) in seinem neuen Sextett. 2019 leitete Weiskopf ein Quartett, bestehend aus Peter Zak (Piano), Paul Gill (Bass) und Steve Fidyk (Drums).
Außerdem arbeitete Weiskopf als klassischer Klarinettist und führte mit dem Gothham Chamber  Orchestra das Klarinettenkonzert von Aaron Copland auf. Sessionmusiker u. a. mit Toshiko Akiyoshi bei ihrem Soloalbum (Night and Dream, 1994), Andy LaVerne und Fritz Renold. 2003 wirkte er am Album Everything Must Go der Fusionband Steely Dan mit, sowie an Donald Fagens Morph the Cat (2006).
Weiskopf schrieb mit seinem ehemaligen Saxophonlehrer Ramon Ricker 1990 die Bücher Coltrane: A Player's Guide to His Harmony und The Augmented Scale in Jazz. 1994 veröffentlichte Weiskopf das Lehrwerk Intervalic Improvisation. Er ist Hochschullehrer an der Princeton University.
Die Autoren Richard Cook und Brian Morton sehen Walt Weiskopf Postbop-Spielweise in der Tradition eines John Coltrane und Sonny Rollins, mit Anklängen an das Jan Garbarek/Bobo Stenson Quartett der 70er Jahre.

## Diskographische Hinweise
- 1990: Mindwalking (Iris, mit Joel Weiskopf, Jay Anderson, Jeff Hirshfield)
- 1993: Simplicity (Criss Cross, mit Conrad Herwig)
- 1995: Night Light (Criss Cross, mit Joel Weiskopf)
- 1995: Song for My Mother (Criss Cross), Nonett
- 1999: Anytown (Criss Cross, mit Renee Rosnes)
- 1999: Siren (Criss Cross), Nonett
- 2002: Man of Many Colours (Criss Cross)
- 2003: Sight to Sound(Criss Cross), Sextett
- 2004: Tea for Two (Criss Cross), Sextett
- 2005: Tea For Two (Criss Cross Jazz mit Andy Fusco, Joel Weiskopf, Paul Gill, Billy Drummond)
- 2008: Day In, Night Out (Criss Cross Jazz mit Andy Fusco, Michael Leonhart, John Mosca, Gary Smulyan, Peter Zak, Doug Weiss, Kendrick Scott)
- 2010: See The Pyramid (Criss Cross Jazz mit Peter Zak, Doug Weiss, Quincy Davis)
- 2011: Live (Capri mit Renee Rosnes, Paul Gill, Tony Reedus)
- 2014: Overdrive (Posi-Tone mit Yotam Silberstein, Behn Gillece, Peter Zak, Dave Wong, Don Edwards)
- 2017: Fountain of Youth (Posi-Tone), mit Behn Gillece, Peter Zak, Mike Karn, Steve Fidyk
- 2018: European Quartet (Orenda Records),  mit Carl Winther, Daniel Franck, Anders Mogensen
- 2021: Walt Weiskopf European Quartet: Introspection, mit Carl Winther, Andreas Lang, Anders Mogensen
- 2022: Walt Weiskopf European Quartet: Diamonds and Other Jewels (AMM)